# Беовулф и Грендел
Беовулф и Грендел (енгл. Beowulf & Grendel) је канадско-исландски фантастични акциони филм из 2005. године, режисера Стурле Гунарсона, лабаво заснован на истоименој староенглесој епској песми. У главним улогама су Џерард Батлер као Беовулф, Стелан Скарсгорд као Хротгар и Сара Поли као вештица Селма. Сценарио је написао Ендру Рај Берзинс. Музику је компоновао Хилмар Ерн Хилмарсон.
Филм је рађен у копродукцији компанија Eurasia Motion Pictures (Канада), Spice Factory (Велика Британија) и Bjolfskvida (Исланд), а снимљен је на Исланду.
Године 2006. објављен је документарац о проблематичном снимању Беовулфа и Грендела, под називом Гнев богова, који је освојио шест филмских награда у Европи и САД.

## Радња
Године 500, Хротгар, краљ Данске, и група ратника јуре крупног и снажног човека, кога сматрају тролом, и његовог младог сина, који већ има маље на образима и бради, до ивице стрме приморске литице. Отац упућује свог малог сина Грендела да се сакрије од видика нападача, након чега Данци убију оца, а његово мртво тело пада на плажу далеко испод. Дански краљ види младог Грендела, али га поштеди. Касније, Грендел проналази тело свог оца и одсеца му главу да би је однео кући. Много година касније, одсечена (и мумифицирана) глава се налази унутар пећине, очигледно као средишњи део примитивног споменика. Дечак Грендел је сада нарастао и ојачао као његов отац, и размишљајући о глави, планира освету.
Када Хротгар пронађе двадесет својих ратника убијених у његовој великој дворани, дански краљ пада у депресију. Беовулф, уз дозволу Хигелака, краља Јеталанда, плови у Данску са тринаест Геата да убије Грендела као услугу Хротгару. Хротгар поздравља долазак Беовулфа и његових ратника, али краљево село је пало у дубоко очајање и многи пагански сељани прелазе у хришћанство на наговор ирског монаха. Иако Грендел упадне у Хротгарово село током ноћи, он радије бира да побегне, а не да се бори. Вештица Селма каже Беовулфу да се Грендел неће борити против њега јер му Беовулф није учинио ништа лоше.
Један сељанин, недавно крштен и који се сада не боји смрти, води Беовулфа и његове људе до литице изнад Гренделове пећине. Међутим, Геати не улазе, јер немају конопац да се спусте низ литицу. Када је тај сељанин пронађен мртав, Беовулф и његови људи се враћају са конопцем и улазе у Гренделову тајну пећину, где један од Беовулфових људи сакати мумифицирану главу Гренделовог оца. Те ноћи, Грендел упада у Хротгарову велику дворану, убија Геата који је оскрнавио главу његовог оца, након чега скаче са другог спрата, али га Беовулф ухвати у замку. Грендел, не желећи да буде заробљен, успева да побегне одсецањем сопствене заробљене руке. Он бежи на плажу и пада у воду, где његово тело преузима мистериозна рука. Након тога Хротгар признаје Беовулфу да је убио Гренделовог оца јер је украо рибу, али да је поштедео дете Грендела из сажаљења. Одсечену Гренделову руку Данци чувају као трофеј. Откривајући више о Гренделу, Селма приповеда да ју је Грендел једном неспретно силовао и да је штити од тог дана; а Беовулф постаје њен љубавник. Геати и Данци закуцавају Гренделову руку за греду дворане као трофеј.
Током ноћи, Данце касније напада Гренделова мајка, морска вештица, која убија неке људе и узима синовљеву руку. Беовулф и Геати се враћају у Гренделову пећину трећи пут да истраже. Проналазе подводни пролаз скривен у језерцету унутар пећине. Беовулф рони кроз овај пролаз и проналази Гренделово тело у пећини на другом крају. Када је прегледао тело, изненада га напада морска вештица, али он успева да је убије мачем из њеног блага. Затим примећује да је битку посматрало Гренделово и Селмино дете. Касније Беовулф, са Гренделовим сином који гледа, церемонијално сахрани Грендела. Убрзо након тога, Беовулф и његова група Геата напуштају Данску бродом, упозоривши Селму да мора да сакрије свог сина, како га Данци не би убили.

## Улоге
| Глумац           | Улога        |
| ---------------- | ------------ |
| Џерард Батлер    | Беовулф      |
| Стелан Скарсгорд | Хротгар      |
| Ингвар Сигурдсон | Грендел      |
| Сара Поли        | Селма        |
| Еди Марсан       | отац Брендан |
| Тони Каран       | Хондшио      |
| Ронан Вајберт    | Торкел       |
| Рори Макан       | Брека        |
| Мартин Делејни   | Торфин       |

## Поставка
Док је део филма остао веран оригиналној песми, други елементи заплета одступају од оригиналне приче: представљена су четири нова лика (Гренделов отац, вештица Селма, отац Брендан и Гренделов син), а неколико повезаних тачака заплета је посебно развијено за филм.
Радња се одвија у првој половини 6. века нове ере у данашњој Данској, али је снимање филма на Исланду пружило много панорамских погледа на пејзаж те земље.

## Пријем
На сајту Rotten Tomatoes, Беовулф и Грендел има рејтинг одобравања од 47%, на основу 34 рецензије, и просечну оцену од 5,42/10. Консензус сајта гласи: „Упркос импресивном исландском пејзажу, Беовулф и Грендел не успева да пронађе своје упориште у преласку са епске приче на велико платно.” На Метакритику, филм има просечну пондерисану оцену од 53 од 100, на основу 16 критичара, што указује на „мешовите или просечне критике”.
Тод Макарти из часописа Variety изјавио је да је филм „превише углађен” упркос импресивној кинематографији и уверљивости. Мик Ласал из новина San Francisco Chronicle сматрао је да је покушај да се класична легенда претвори у причу о моралу, умањио утицај филма, критикујући и улогу Саре Поли. Манола Даргис из новина The New York Times дала је филму две од четири звездице, коментаришући да, иако је имао одличне кинематографске и продукцијске вредности, филм је изгубио на значају реинтерперацијом Грендела и уклањањем свих мистичних елемената оригиналне приче. Ник Шагер из часописа Slant Magazine понудио је сличну критику, наводећи да филм „није успео да створи потребан степен митске величине” што је у великој мери умањило обим и моћ оригиналног епа. Шагер је такође критиковао додату вулгарност филма и улогу Полијеве.
Филм није био без својих присталица: Лиза Шварцбаум из часописа Entertainment Weekly похвалила је филм због његовог натуралистичког приступа и режије.